# Perlesta shubuta
Perlesta shubuta är en bäcksländeart som beskrevs av Bill P.Stark 1989. Perlesta shubuta ingår i släktet Perlesta och familjen jättebäcksländor. Inga underarter finns listade i Catalogue of Life.